# Teletubbies
Teletubbies este un serial de televiziune britanic, pentru copii în realiate produs de BBC, destinat sugarilor și a copiilor preșcolari, produs in 1997 - 2001 de către Ragdoll Productions. Personajele din serial sunt Tinky Winky, Dipsy, Laa-Laa, și Po, care sunt violete, verzi, galbene, și roșii. Serialul a fost creat de Anne Wood CBE, director de creatie de Ragdoll, și Andrew Davenport, care a scris fiecare din cele 365 capitole ale seriei. Narat de Tim Whitnall, programul a devenit rapid un succes comercial și de critici din Marea Britanie și în străinătate (în special notabil pentru producția sa de mare valoare), și a câștigat BAFTA acesteia în 1998. Cu toate că spectacolul este pentru copii, cu vârsta cuprinsă între unu și patru, are un cult cu generațiile mai în vârstă, în principal, studenți de colegiu, care au cumparat obișnuite regulament T. Shirts.
În 2001, producția a fost anulat și a fost anunțat că sute episoade noi au fost produse, cu ultimul episod care urmează să fie difuzate pe 5 ianuarie 2001. Cu toate acestea, un număr total de 365 de episoade au fost produse - de ajuns pentru un an întreg. Programul a fost centrul unei controverse atunci când cleric americane și comentator conservator Jerry Falwell, în 1999, a susținut că Tinky Winky, unul dintre Teletubbies a fost homosexual. Falwell pe această concluzie pe culoarea purpurie a caracterului si antena lui triunghiulară, atât în "triunghiul purpuriu și sunt uneori folosite ca simboluri ale mișcării Gay Pride. Totuși, în ciuda un boicot care a urmat, programul a fost în producția timp de peste doi ani, și Teletubbies say "Eh-oh!", un singur care a fost numărul unu în UK Singles Chart timp de două săptămâni, în decembrie 1997 a fost eliberate și a rămas în top 75 timp de 29 de săptămâni după lansarea acesteia și mai mult 3 săptămâni, după două re-versiuni.

## In alte culturi media
- Tom Fulp de la Newgrounds, a creat un spoof numit "Teletubby Fun Land", care, mai tarziu a fost redenumit, deoarece, a fost adus la un proces cu BBC
- In Familia Simpson,in episodul "Hello Gutter, Hello Fatter", Homer se imbraca intr-un costum "la fel" ca si un teletubby ca sa o faca pe Maggie sa rada. Alta data Teletubbies apar ca persoanje episodice in episodul "Missionary: Immposible"
- In The Chaser, in episodul al insprezecelea, al sezonului doi, prezentatorii in parodiaza pe Tinky Winky fiind chiar un homosexual. Afla asta testand Pell Hotel in diferite locatii
- In Robot Chicken, apare in primul episod al sezonului unu, un teletubby portocaliu care fumeaza. Alta data, apar cei patru 'tubbies intr-un spoof amestecat cu Power Rangers